# Iris Sangüesa
Iris Luz Sangüesa Hinostroza (Osorno, 3 de marzo de 1933) es una compositora, pianista y percusionista chilena, considerada la primera compositora de música electrónica en su país.

## Biografía
Nacida en Osorno, Sangüesa se graduó del Conservatorio Nacional de Música de Chile en 1959 y posteriormente recibió una beca para estudiar en el Centro Latinoamericano de Altos Estudios Musicales (CLAEM) del Instituto Torcuato Di Tella entre 1967 y 1968, convirtiéndose así en una de las primeras mujeres en estudiar en la destacada institución.[cita requerida]
En su estadía en el CLAEM, Sangüesa compuso inéditas piezas multimedia. Entre sus profesores estuvieron Gustavo Becerra-Schmidt, Herminia Raccagni, Flora Guerra Vial, Germán Berner, Jorge Canelo, Augustin Cullel y Alberto Ginastera.
Tras finalizar sus estudios en el CLAEM, Sangüesa siguió en Argentina hasta 2001, cuando regresó a Chile donde enseñó en instituciones académicas de Santiago.
En 2024, el Departamento de Música de la Universidad de Chile le rindió un homenaje como "la primera compositora chilena en música electrónica".